# Казе деле Моте (Ферара)
Казе деле Моте (итал. Case delle Motte) је насеље у Италији у округу Ферара, региону Емилија-Ромања.
Према процени из 2011. у насељу је живело 44 становника. Насеље се налази на надморској висини од 0 м.